# Skilsmisse
Skilsmisse er ophævelse af et tidligere indgået ægteskab eller registreret partnerskab.
Skilsmisse (eller opløsning af ægteskabet) er den endelige afslutning af en ægteskabelig forening, med annullering af juridiske pligter og ansvar for ægteskabet, og opløser ægteskabet mellem parterne. I de fleste lande kræver skilsmisse godkendelse af en domstol eller en anden myndighed i en juridisk proces. Den juridiske proces forud for skilsmisse kan også indebære spørgsmål om ægtefællebidrag, forældremyndighed, børnebidrag, fordeling af ejendom og deling af gæld.
I de fleste vestlige lande er skilsmissen ikke en ugyldiggørelse af ægteskabet, som i en annullation; derimod annulleres partnernes ægteskabelige status for. Hvor monogami er lovpålagt, tillader skilsmisse begge partner at gifte sig om igen. Hvor flerkoneri tillades, giver skilsmissen kvinden lov til at gifte sig med en anden. Skilsmisselovgivningen varierer betydeligt rundt omkring i verden, og skilsmisse er ikke tilladt i strengt katolske lande som Malta eller Filippinerne, mens en annullation er tilladt. I perioden 1971-1996 blev skilsmisse dog legaliseret i fire katolske lande i Europa, nemlig Spanien, Italien, Portugal og Irland.

## Skilsmisse i Norden
Reformationen var et opgør mod det katolske syn på ægteskabet, og hævdede, at ægteskabet er bedre for den kristne end cølibat, idet kønsdriften er en gave fra Gud og ubetvingelig som en del af naturen. At katolikkerne forbød skilsmisse, men tillod separation, der medførte et krav om seksuel afholdenhed for begge parter, blev kritiseret. Reformatorerne mente, at skilsmisse med ret til gengifte skulle tillades; dog skulle skilsmisseadgangen begrundes ud fra Bibelen. Ægteskabet skulle i princippet være et verdsligt og ikke et kirkeligt anliggende. Fyrsten skulle udforme ægteskabsretten. Med reformationen i Danmark-Norge var det meningen, at verdslige domstole skulle overtage, men det skete ikke. I 1542 etablerede kongen Kapitelretten, også kaldt Tamperretten eller Konsistorialretten, som en særdomstol for blandt andet ægteskabstvister. Lensherren (senere amtmanden) var rettens formand. Biskoppen og de gejstlige ved domkirkerne fungerede som fagdommere, hvilket indebar, at domsmyndigheden faktisk blev tilbageført til kirken, næsten som i katolsk tid. Kapitelretten blev dog afskaffet ved retsreformen i 1797.
Frederik 2.s ægteskabsordinans af 1582 var Tamperrettens normgrundlag. Den var udformet af  verdslige myndigheter, med bygget på Luthers synspunkter. Skilsmisse var kun tilladt på bibelsk grundlag, altså ved "hor" (= utroskab), desertio (den ene part stak af), samt impotens. Skilsmisse blev givet ved dom. Den eneste retsvirkning udtrykt i ordinansen, var imidlertid, at i horsager kunne den bedragne part uden videre gifte sig igen som fraskilt. Da ordinansen ellers udtrykte sig mangelfuldt om dommens retsvirkninger, blev sædvaneret af stor betydning. Tamperretten anvendte sit skøn. Praksis blev sådan, at den skyldige part ved skilsmissedom "have sit Ægteskab forbrudt" og derved tabte sin andel i fælles formue, i forældremagt/ret til samvær med fælles børn, samt retten til at indgå nyt ægteskab. Den uskyldige part havde derimod ret til at gifte sig igen. I en dom afsagt af Kapitelretten i Bergen domkirke 29. april 1646, da Dorothea Steindatter blev skilt fra Johannes Lauritssøn, lød det: "Da blef hun skilt fra hannem, saa at hun maatte gifftue sig, naar hendis Lycke kunde vogne, och han aldrig, uden den høy Øffrighed hannem det naadelig bevilger." Hvis den forladte part havde begået lejermål, inden tre år var omme, kunne han/hun dog ikke nægtes gengifte, "uden med den Person, som den sig haver forseet sig med". Tamperretten i Bergen besluttede som regel, at den forladte part kunne gifte sig med hvem, han eller hun "løstet" (= lystede), eller med den person, Gud ville "ham tilføje". Som regel var det kvinden, der sad forladt tilbage. Dommerne så det sådan, at det var fællesskabet, der sad med regningen for forsørgelse af den forladte kvinde og hendes børn - så var det da bedre, at hun blev gift igen og forsørget; og var der en ugift barnefar inde i billedet, var han da den nærmeste til at påtage sig ansvaret. De fleste skilsmissedomme før 1797 forespejlede den skyldige part i hor og desertio-sager muligheden for gengifte; men først måtte en længere "karantæne" afsones. Kun de grove tilfælder, såsom blodskam, var det uaktuelt at indvilge den skyldige part nogen mulighed for et nyt ægteskab. Med oplysningstiden vandt synet på ægteskabet som en verdslig aftale frem; og man åbnede for en mere liberal skilsmisselovgivning. I 1790 bestemte kongen, at folk skulle slippe for omvejen om retssystemet for at blive skilt, forudsat, at parret ellers havde levet adskilt i 1-3 år forud. De kunne så indsende en separations- og skilsmisse-suplik (= ansøgning). Mange benyttede muligheden, og anførte "Gemytternes Uoverensstemmelse" som årsag. Landmand fra Elverum Knut Bergensen Oudenby og hustru Gjertrud Olsdatter, skilt ved kongelig bevilgning 4. oktober 1790, skrev kun, at de ville "ikke røbe hinanden...da Fejl paa...begge Sider kan have stiftet Uoverensstemmelse". For at lykkes med en sådan ansøgning, måtte parret være enige om samlivsbrud, om boets deling, børns forsørgelse og eventuelle bidrag. Præsten vedlagte sin bekræftelse og attester. I rationalismens tidsalder var de ikke optaget af nogen bibelsk begrundelse. Efter opløsningen af Danmark-Norge i 1814 blev det sværere at få skilsmisse i Norge. Baggrunden var Stortingets frygt for at kongen, Karl Johan, kunne angribe grundloven af 1814 ved at bruge sin dispensationsmyndighed til at omgå Stortinget som den faktiske lovgiver.
I 1900-tallet liberaliserede de nordiske lande adgangen til skilsmisse ved at godtage no-fault skilsmisse, dvs. skilsmisse efter overenskomst mellem parterne, uden bevis for eller påstand om traditionelle forgåelser som utroskab, mishandling, bigami osv. I lande som England, Tyskland, Frankrig, Italien og USA blev no-fault skilsmisse ikke accepteret før omkring 1970. I Norden har ægteskabet først og fremmest været en verdslig social institution, som kirken aldrig helt fik den fulde kontrol over. Skilsmisselovgivningen ændredes uafhængigt af socialdemokraterne, drevet frem af radikale liberale kræfter og med konservativ støtte, hvor de sidstnævnte så liberalisering af skilmisse som en måde at styrke ægteskabets stilling på. Familie, køn og befolkning blev ikke opfattet som noget privat, men tvært imod som offentlige anliggender af stor samfundsmæssig betydning.

## Skilmisseloven i Danmark
Betingelserne for skilsmisse er beskrevet i Lov om ægteskabs indgåelse og opløsning. Reglerne forvaltes af Familiestyrelsen (tidl. Civilretsdirektoratet) og er ens for både heteroseksuelle ægteskaber og for registrerede partnerskaber – bortset fra, at kun heteroseksuelle par har krav på mægling hos en præst. Administration og rådgivning sker i dag ved Statsforvaltningen, tidligere Statsamtet og endnu tidligere ved Tamperretten.
Den første betingelse for at opnå skilsmisse er, at forholdet er indgået på lovlig vis. Ellers vil det i stedet blive omstødt.
Der er grundlæggende to måder at blive skilt på:
- Omgående opløsning af forholdet.
- Skilsmisse efter forudgående separation

### Skilsmisseudenforudgående separation
En part i forholdet kan kræve skilsmisse (uden forudgående separation), hvis en eller flere af disse betingelser er opfyldt:
- Parret pga. uoverensstemmelser har levet adskilt i de seneste to år.
- Den anden part har været utro. Det er dog ikke tlstrækkeligt, blot at rejse en beskyldning mod den anden part. Visse betingelser er beskrevet i loven, og Statsforvaltningen vil oftest forlange dokumentation, f.eks. en erklæring fra den, der skal have medvirket til utroskab.
- Den anden part har udøvet forsætlig vold af grov karakter mod sin partner eller børnene.
- Den anden part har indgået nyt ægteskab eller registreret partnerskab, dvs. bigami.
- Den anden part har ført den førstnævnte parts barn ud af landet uden samtykke, eller ulovligt tilbageholdt barnet i udlandet.

### Skilsmisseefterforudgående separation
Skilsmisse i andre tilfælde forudsætter en bevilling af separation, som gives af Statsforvaltningen (tidl. Statsamtet).
Efter seks måneder kan partnerne opnå skilsmisse, forudsat at de er enige om det. Men efter et års separation kan forholdet opløses, hvis blot den ene part anmoder om det.
En part i forholdet, som ikke mener at kunne fortsætte samlivet, har ret til separation. Men hvis parterne genoptager samlivet, bortfalder separationen. Hvis et par således forsøger at genoptage forholdet i løbet af separationen, men fejler, må de starte forfra med en ny anmodning om separation.

### Retsvirkninger af separation og skilsmisse
Allerede ved bevilling af separation ophæves de fleste af de juridiske virkninger af ægteskabet hhv. det registrerede partnerskab. F.eks. arver man ikke længere automatisk hinanden, og retten til livsforsikring bortfalder normalt også.
Statsforvaltningen varetager vilkårsforhandling i forbindelse med separation og skilsmisse. Hvis parterne ikke kan blive enige, bliver sagen afgjort ved en domstol.

## Motiver
Der er en mangfoldighed af forklaringer på skilsmisse.
Nogle der ofte gives er mangel på kærlighed og intimitet, kommunikationsproblemer samt mangel på sympati, respekt og tillid.